# Villa Giulia (Palermo)

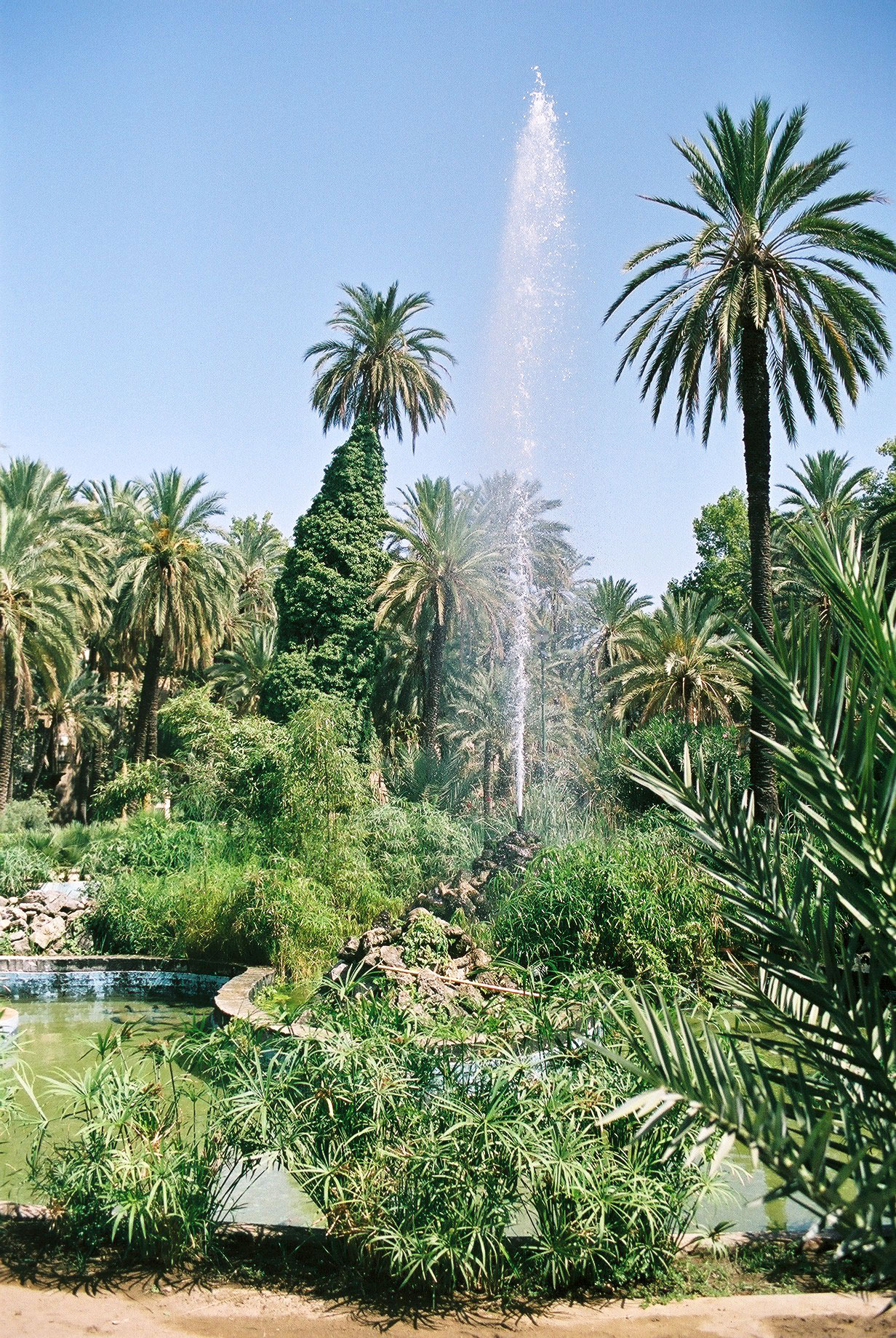
Palmen und Springbrunnen in Villa Giulia

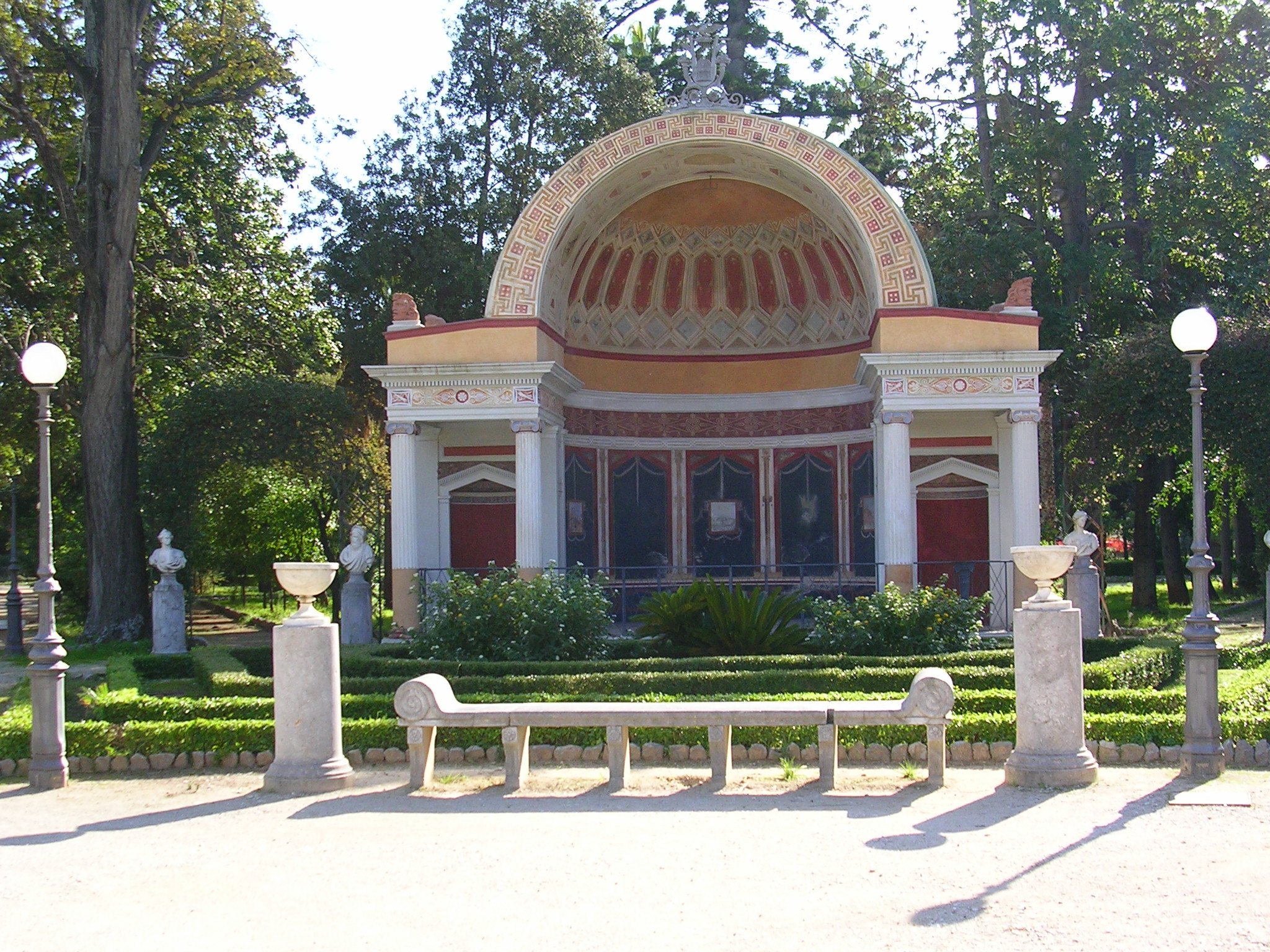
Exedra

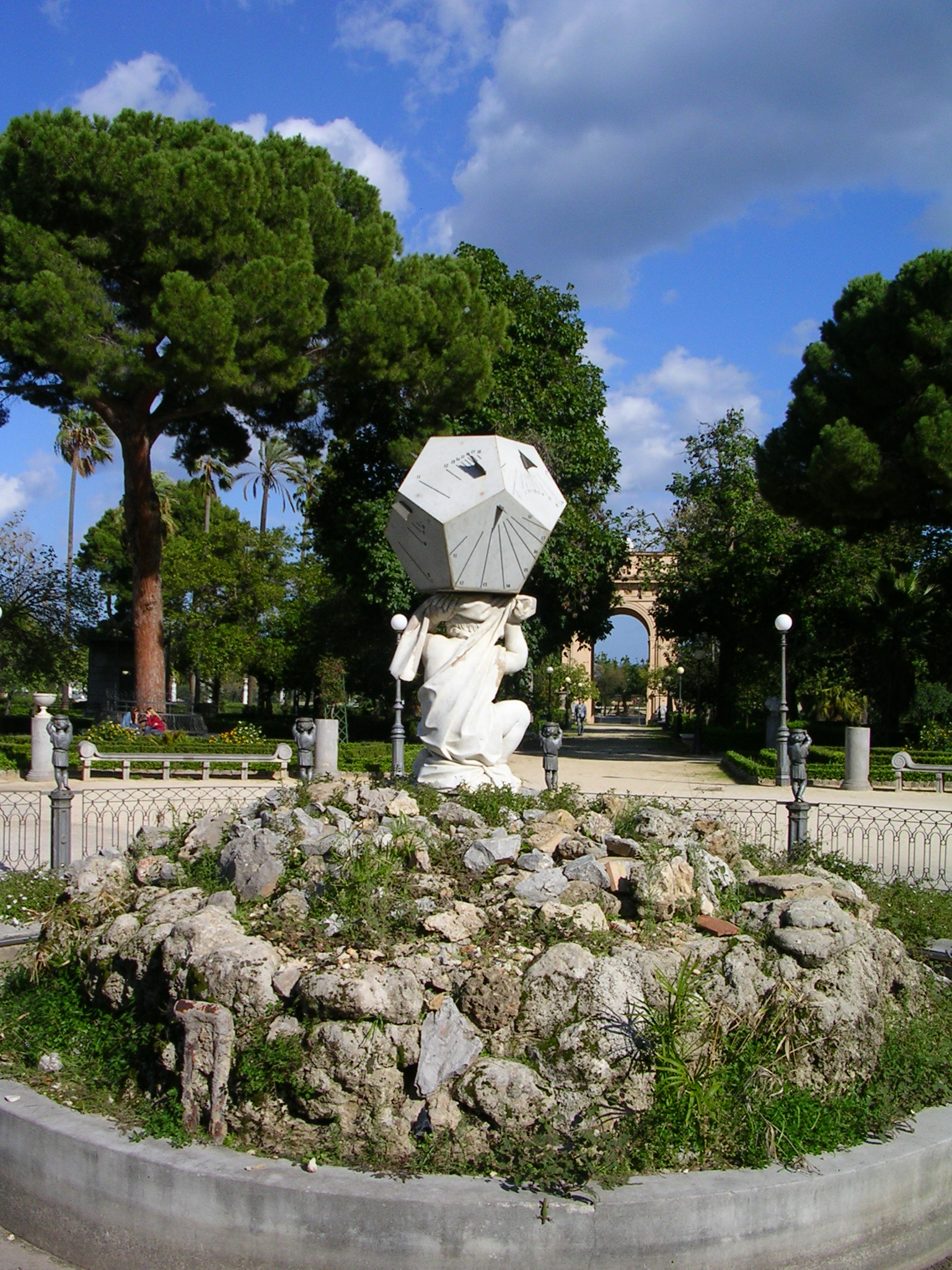
Sonnenuhr

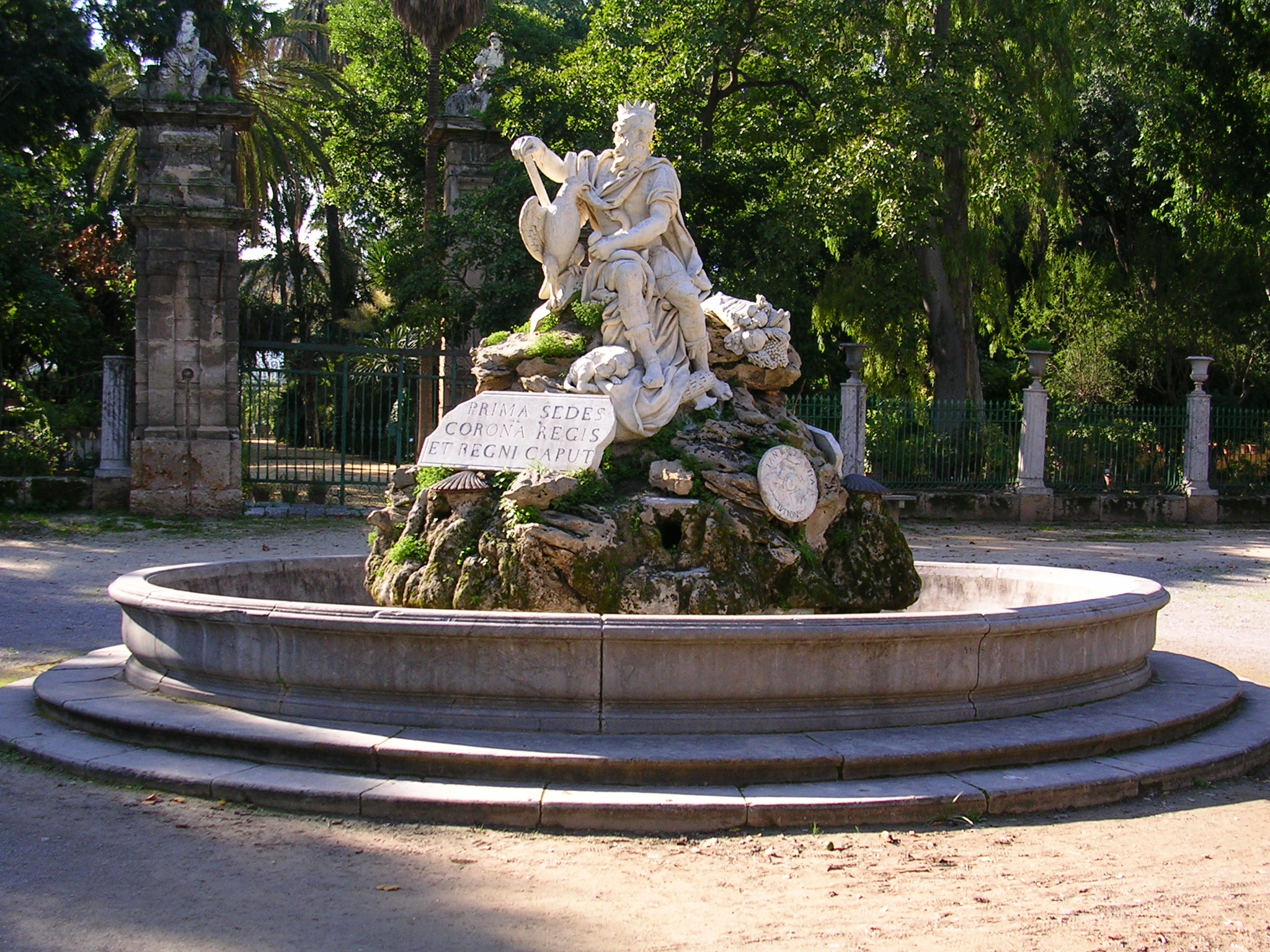
Fontana del Genio

Villa Giulia, auch Villa Flora genannt, ist eine Parkanlage in Palermo. Sie liegt östlich des botanischen Gartens zwischen diesem und dem Foro Italico. Vom Foro Italico aus führt ein Portikus mit Bronzelöwen in den Park.
Die Villa Giulia wurde 1778 außerhalb der damaligen Stadtmauern errichtet und war damit der erste öffentliche Park Palermos. Seinen Namen hat der Park von Giulia, der Gattin des damaligen Vizekönigs Guevara. Goethe besuchte neben dem botanischen Garten auch diesen Park bei seinem Aufenthalt in Palermo. 
1872 wurden auf dem zentralen Platz vier Exedren im neoklassizistischen Stil errichtet, die von Giuseppe Damiani Almeyda entworfen worden waren. In der Mitte des Platzes steht ein Brunnen mit einer Sonnenuhr in Form eines Dodekaeders. In dem Park stehen weitere Brunnen, unter anderem die Fontana del Genio von Ignazio Marabitti 1778.